# الخاتمية
تعدّ مسألة خاتمة النبوة بالنبي محمد من ضروريات المذهب وبديهيات الدين الإسلامي برأي علماء ومفكري الإسلام،
فقد أجمع العلماء من السنة والشيعة على أنّ محمداً هو خاتم الأنبياء والمرسلين، وآخر السفراء الإلهيين والمبعوثين لهداية البشرية، ودينه آخر الأديان وكتابه آخر الكتب السماوية التي نزلت للبشرية كافة، كما أجمعوا على تكفير من ادعى النبوة لأحد بعد رسول الله.
يقول عبد القاهر البغدادي: أجمع المسلمون وأهل الكتاب على أن أول من أرسل من الناس آدم ، وآخرهم محمد ﷺ.

## معنى الكلمة
"الخاتم من مادة "ختم" يطلق على ما يختم به آخر الرسائل أو الوثائق والكتب المهمة. ومن هنا وضعت كلمة "الخاتم" على ما يلبس في الاصابع، لأنَّ فص الخواتم كان ينقش عليه اسم أو رسم ويستعمل لختم الرسائل في الزمن السابق، وكان كل ختم لشخص معين. فكان يعتبر ختم الكتاب أو الوثيقة دليلا على اختتامهما وانتهائهما. فمعنى الخاتم هو الوسيلة التي تختم بها الرسائل والوثائق وليس ذلك الذي يُلبس في اليد وإن أطلق عليه ذلك فلأجل أنّ كونه يستعمل في ختم الرسائل والكتب.
نقل عن ابن فارس: «خَتَمَ» لها معنى أصلي واحد لا أكثر وهو الوصول إلى نهاية الشيء، فأمّا «الْخَتْمُ»، وهو الطّبع على الشيء، فهو من هذا الباب ايضاً، لأنّ الطّبع على الشيء لا يكون إِلّا بعد بلوغ آخره في الأحراز. والخاتم مشتق منه لأَنّ به يختم.
فمن هنا يُقال إنّ المراد من خاتم النبيين هو إنّ النبي محمد هو الشخص الذي اختتمت وأغلقت أبواب النبوة من بعده كما يعلن اختتام محتويات الكتاب عن طريق ختمها ووجود النبي يكون ختم على باب النبوة فأوصد بوجه البشر إلى الأبد.

## الخاتمية في القرآن
الآية القرآنية التي تصزح بكون النبي محمد خاتم الأنبياء وإيصاد باب النبوة بصورة مطلقة من بعده، هي:
﴿مَا كَانَ مُحَمَّدٌ أَبَا أَحَدٍ مِنْ رِجَالِكُمْ وَلَكِنْ رَسُولَ اللَّهِ وَخَاتَمَ النَّبِيِّينَ وَكَانَ اللَّهُ بِكُلِّ شَيْءٍ عَلِيمًا ۝٤٠﴾

#يقول الشيخ فخر الدين الرازي في خاتم النبيين: مفهومها أنه لا نبي بعده، وإن ترك شيئاً من النصيحة والبيان يستدركه من يأتي بعده.
1. و يقول الشيخ الطوسي في تفسير التيبيان: خاتم النبيين أي آخرهم لأنه لا نبي بعده إلى يوم القيامة.

هناك بعض الآيات ربما يمكن الاستناد إليها في مسألة الخاتمية، إلا أنها ليست صريحة كالآية السابقة، منها:
- إنّ الرسالة المحمدية آخر الرسالات وأنها كاملة مكملة كما تشير إليه الآية التالية. فادعاء النبوة يناقض حقيقة كمال الدين وتمامه.

﴿حُرِّمَتْ عَلَيْكُمُ الْمَيْتَةُ وَالدَّمُ وَلَحْمُ الْخِنْزِيرِ وَمَا أُهِلَّ لِغَيْرِ اللَّهِ بِهِ وَالْمُنْخَنِقَةُ وَالْمَوْقُوذَةُ وَالْمُتَرَدِّيَةُ وَالنَّطِيحَةُ وَمَا أَكَلَ السَّبُعُ إِلَّا مَا ذَكَّيْتُمْ وَمَا ذُبِحَ عَلَى النُّصُبِ وَأَنْ تَسْتَقْسِمُوا بِالْأَزْلَامِ ذَلِكُمْ فِسْقٌ الْيَوْمَ يَئِسَ الَّذِينَ كَفَرُوا مِنْ دِينِكُمْ فَلَا تَخْشَوْهُمْ وَاخْشَوْنِ الْيَوْمَ أَكْمَلْتُ لَكُمْ دِينَكُمْ وَأَتْمَمْتُ عَلَيْكُمْ نِعْمَتِي وَرَضِيتُ لَكُمُ الْإِسْلَامَ دِينًا فَمَنِ اضْطُرَّ فِي مَخْمَصَةٍ غَيْرَ مُتَجَانِفٍ لِإِثْمٍ فَإِنَّ اللَّهَ غَفُورٌ رَحِيمٌ ۝٣﴾

- القرآن هو البرهان الذي جعله الله تعالى حجة على الخلق يوم القيامة، وذلك يدلّ على استمرار الرسالة المحمدية إلى يوم القيامة فإدعاء النبوة يناقض كون القرآن حجّة. حيث قال تعالى:

﴿قُلْ أَيُّ شَيْءٍ أَكْبَرُ شَهَادَةً قُلِ اللَّهُ شَهِيدٌ بَيْنِي وَبَيْنَكُمْ وَأُوحِيَ إِلَيَّ هَذَا الْقُرْآنُ لِأُنْذِرَكُمْ بِهِ وَمَنْ بَلَغَ أَئِنَّكُمْ لَتَشْهَدُونَ أَنَّ مَعَ اللَّهِ آلِهَةً أُخْرَى قُلْ لَا أَشْهَدُ قُلْ إِنَّمَا هُوَ إِلَهٌ وَاحِدٌ وَإِنَّنِي بَرِيءٌ مِمَّا تُشْرِكُونَ ۝١٩﴾

- هناك آيات تدلّ على أنّ القرآن حق وثابت لا يمسّه الضياع أو الزيادة والنقصان، فإذا كان القرآن مصوناً من تسلّل الباطل إليه، فهذا يلازم أن تكون رسالة النبي محمد خالدة إلى يوم القيامة.

﴿إِنَّ الَّذِينَ كَفَرُوا بِالذِّكْرِ لَمَّا جَاءَهُمْ وَإِنَّهُ لَكِتَابٌ عَزِيزٌ ۝٤١ لَا يَأْتِيهِ الْبَاطِلُ مِنْ بَيْنِ يَدَيْهِ وَلَا مِنْ خَلْفِهِ تَنْزِيلٌ مِنْ حَكِيمٍ حَمِيدٍ ۝٤٢﴾

﴿إِنَّا نَحْنُ نَزَّلْنَا الذِّكْرَ وَإِنَّا لَهُ لَحَافِظُونَ ۝٩﴾

- إضافة إلى ذلك إن رسالة الإسلام هي رسالة عالمية موجهة للبشرية جمعاء وهناك آيات تشير إلى أن الإسلام دين كامل يشمل جميع احتياجات الناس في كل زمان ومكان وهو يشير إلى عدم الحاجة إلى رسالة أخرى بعده بل فيه كل ما يحتاجه العالم وفي كل الأوقات. فإدعاء النبوة هو طعن في عموم الرسالة المحمدية.

﴿قُلْ يَا أَيُّهَا النَّاسُ إِنِّي رَسُولُ اللَّهِ إِلَيْكُمْ جَمِيعًا الَّذِي لَهُ مُلْكُ السَّمَاوَاتِ وَالْأَرْضِ لَا إِلَهَ إِلَّا هُوَ يُحْيِي وَيُمِيتُ فَآمِنُوا بِاللَّهِ وَرَسُولِهِ النَّبِيِّ الْأُمِّيِّ الَّذِي يُؤْمِنُ بِاللَّهِ وَكَلِمَاتِهِ وَاتَّبِعُوهُ لَعَلَّكُمْ تَهْتَدُونَ ۝١٥٨﴾ [الأعراف:158]

﴿هُوَ الَّذِي أَرْسَلَ رَسُولَهُ بِالْهُدَى وَدِينِ الْحَقِّ لِيُظْهِرَهُ عَلَى الدِّينِ كُلِّهِ وَلَوْ كَرِهَ الْمُشْرِكُونَ ۝٣٣﴾ [التوبة:33]

﴿تَبَارَكَ الَّذِي نَزَّلَ الْفُرْقَانَ عَلَى عَبْدِهِ لِيَكُونَ لِلْعَالَمِينَ نَذِيرًا ۝١﴾ [الفرقان:1]

﴿وَمَا أَرْسَلْنَاكَ إِلَّا رَحْمَةً لِلْعَالَمِينَ ۝١٠٧﴾ [الأنبياء:107]

﴿وَمَا أَرْسَلْنَاكَ إِلَّا كَافَّةً لِلنَّاسِ بَشِيرًا وَنَذِيرًا وَلَكِنَّ أَكْثَرَ النَّاسِ لَا يَعْلَمُونَ ۝٢٨﴾ [سبأ:28]

﴿وَلَوْ جَعَلْنَاهُ مَلَكًا لَجَعَلْنَاهُ رَجُلًا وَلَلَبَسْنَا عَلَيْهِمْ مَا يَلْبِسُونَ ۝٩﴾ [الأنعام:9]

فهذه الآيات تدلّ على استحالة مجيء كتاب سماوي آخر ينسخ القرآن الكريم والشريعة الإسلامية، فالشريعة الإسلامية هي شريعة عالمية ودائمية والخالدة.

## الأدلة الروائية
إن العلماء الشيعة والسنة أجمعوا على أن الله ختم النبيين بمحمد وأن لا يجوز بأحد بعده يدعي النبوة والأحاديث حول الخاتمية فكثيرة وموجودة في كتب الفريقين، نذكر بعضها:
أحاديث الشيعة
روي عن الإمام الصادق عن آبائه  في  بحار الأنوار: 
| الخاتمية | حين خرج الرسول ﷺ في غزوة تبوك وخلف عليا مكانه في المدينة، فبكى على، فقال له رسول الله ﷺ: «أما ترضى أن تكون مني بمنزلة هارون من موسى، إلا أنه ليس بعدي نبي.» | الخاتمية |

روي عن أبي جعفر  في  من لا يحضره الفقيه: 
| الخاتمية | قال النبي ﷺ والمسلمون حوله مجتمعون: «أيها الناس انه لانبي بعدي ولا سنة بعدي،، فمن ادعى بعد ذلك فدعواه وبدعته في النار، فاقتلوه ومن اتبعه فانه في النار.» | الخاتمية |

روي عن أبي عبد الله   في  الكافي: 
| الخاتمية | إن الله بعث محمدا ﷺ فختم به الأنبياء، فلا نبي بعده، وانزل عليه كتابا فختم به الكتب فلا كتاب بعده. | الخاتمية |

أحاديث السنة
هناك الكثير من الروايات الدالة على خاتمية الرسول، منها ما جاء في صحيحين البخاري ومسلم:
روي عن مصعب بن سعد عن أبيه في صحيح مسلم: 
| الخاتمية | خلّف رسول الله ﷺ علي بن أبي طالب في غزوة تبوك فقال:«يا رسول الله تخلّفني في النّساء والصّبيان؟» فقال: «أما ترضى أن تكون مني بمنزلة هارون من موسى غير أنه لا نبي بعدي» | الخاتمية |

روي عن أبي هريرة  في  صحيح البخاري: 
| الخاتمية | قال رسول الله ﷺ: «ذهبت النبوة وبقيت المبشرات»، قيل وما المبشرات يا رسول الله؟،قال «الرؤية الصالحة» | الخاتمية |

روي عن أبي هريرة  في  صحيح البخاري: 
| الخاتمية | قال رسول الله ﷺ:«إن مثلي ومثل الأنبياء قبلي كمثل رجل بنى بيتا فأحسنه وأجمله إلا موضع لبنة من زاوية فجعل الناس يطوفون به ويتعجبون ويقولون: هلا وضعت اللبنة، قال: فأنا اللبنة وأنا خاتم النبيين» | الخاتمية |